# بيل كينيدي (لاعب كرة قاعدة)
بيل كينيدي (بالإنجليزية: Bill Kennedy)‏ هو لاعب كرة قاعدة أمريكي، ولد في 22 ديسمبر 1918 في الإسكندرية في الولايات المتحدة، وتوفي بنفس المكان في 20 أغسطس 1995.

## وصلات خارجية
- بيل كينيدي على موقعبيزبول رفرنس.كوم (الدوري الرئيسي) (الإنجليزية)